# Arciragazzi
L'Arciragazzi è un'associazione educativa laica a carattere nazionale.
Fondata a Napoli nel 1981 da Carlo Pagliarini, l'Associazione ha seguito da vicino il percorso che in dieci anni, dal 1979 al 1989, ha portato all'approvazione della Convenzione Internazionale sui Diritti dell'Infanzia sui Diritti del Bambino ( CRC - Convention on the Rights of the Child).
Da allora e fino ad oggi, la CRC è il testo politico e programmatico di riferimento per Arciragazzi: le attività che essa promuove sono infatti finalizzate al riconoscimento dei diritti sanciti nella Convenzione, e ad un miglioramento della qualità della vita dei bambini e delle bambine. Miglioramento ispirato ai principi della valorizzazione dell'autonomia, della libertà d'espressione, della possibilità per tutti i bambini e le bambine di partecipare nella società come soggetti attivi.
Arciragazzi ha carattere nazionale; sul territorio operano i circoli, ovvero basi associative che riconoscendosi nello statuto di Arciragazzi decidono di entrarne a far parte, pur mantenendo un'ampia autonomia operativa ed organizzativa.
Le attività principali di Arciragazzi sono mostre e campagne sui diritti (in particolare per il 20 novembre, anniversario dell'approvazione della CRC), campi estivi, ludoteche e ludobus, scambi internazionali, laboratori nelle scuole, corsi di formazione per educatori.
Inoltre Arciragazzi è attiva a livello nazionale per monitorare l'applicazione della CRC, come membro del PIDIDA (rete Per I Diritti dell'Infanzia e Dell'Adolescenza) e a livello internazionale come membro di diverse reti (FIEEA, IFM-SEI) che si occupano di infanzia ed adolescenza.
Dopo Carlo Pagliarini, i Presidenti dell'Associazione sono stati:
- Daniela Calzoni
- Pasquale D'Andrea
- Camillo Cantelli
- Viviana Bartolucci (in carica da dicembre 2023)